# Bảo tàng Lịch sử ở Lubin
Bảo tàng Lịch sử ở Lubin (tiếng Ba Lan: Muzeum Historyczne w Lubinie) là một bảo tàng tọa lạc tại số 23 Quảng trường chợ, Lubin, Ba Lan. Bảo tàng là một tổ chức văn hóa của chính quyền địa phương.

## Lịch sử
Bảo tàng được thành lập trên cơ sở nghị quyết của Hội đồng thành phố ở Lubin ngày 31 tháng 5 năm 2016 và chính thức mở cửa cho công chúng vào ngày 17 tháng 5 năm 2018. Bảo tàng bố trí triển lãm bên trong tòa thị chính lịch sử đã được tân trang lại và trong Công viên Rừng ở số 9 phố Kwiatowa.
Trong những năm đầu hoạt động, các bộ sưu tập của bảo tàng được trưng bày trong Trung tâm Văn hóa "Wzgórze Zamkowe" ở số 7-9 phố Mikołaja Pruzi. Các ủy viên hội đồng của Lubin đã quyết định hợp nhất cả hai tổ chức từ ngày 1 tháng 4 năm 2019.

## Hoạt động
Hoạt động của bảo tàng tập trung vào việc giới thiệu lịch sử mới nhất của Lubin, ghi lại thời kỳ phát triển của Lubin trong nửa sau thế kỷ 20, triển lãm lịch sử của chiến tranh thế giới thứ hai. Ngoài các cuộc triển lãm thường trực và tạm thời, bảo tàng còn tiến hành các hoạt động xuất bản, giáo dục, khoa học và văn hóa. Du khách được miễn phí tham quan bảo tàng và Công viên Rừng.